# Besos de ceniza
«Besos de ceniza» es una canción del grupo mexicano Timbiriche. Es el segundo sencillo del disco Timbiriche 7 y fue la última canción que Mariana Garza interpretaría en un videoclip con el grupo.
La canción habla acerca de una chica que es engañada por su novio con su mejor amiga. Poco después de que su intérprete, Mariana Garza abandonara la banda, la canción fue interpretada por Edith Márquez a finales de la gira respectiva al álbum. 
En el video se muestra lo que la canción cuenta y algunas escenas de los integrantes del grupo en un tipo auto cinema.

## Posicionamiento
| Listas                           | Posición |
| -------------------------------- | -------- |
| Argentina Top Singles            | 1        |
| Latin America Top 100            | 1        |
| Colombia Top 40                  | 2        |
| Iberoamérica Hot 100             | 3        |
| México Top 100                   | 1        |
| Venezuela Top 40                 | 1        |
| España Hot 100                   | 3        |
| Brazil Singles Chart             | 2        |
| U.S. Billboard Latin Pop Airplay | 4        |

## Versiones
- La canción formó parte del soundtrack de la obra mexicana Timbiriche: el musical en el año 2010, musical basado en las canciones de Timbiriche.
- En el 2014 la actriz y cantante mexicana Danna Paola realizó su propia versión.
- En el 2017 la actriz mexicana Karol Sevilla realizó una versión de esta canción.

- Datos: Q5727204